# Ivan Pišek
Ivan Pišek, slovenski politik in poslanec,  * 7. april 1965, Ptuj.

## Življenjepis
2012– poslanec v Državnem zboru
2009–2012 Slovenske železnice – strokovni sodelavec v raziskavah in razvoju
2007– vpis na magistrski študij iz podjetništva na Gea College, Fakulteti za management
2006–2009 Slovenske železnice – referent za materialno poslovanje
2005–2006 Pošta Slovenije – vodja skupine
2004–2007 dodiplomski študij iz ekonomije na Gea College, Visoki šoli za podjetništvo
2004 opravljena matura na Srednji šoli za gostinstvo in turizem Maribor
2002–2005 vodja komerciale v zasebnem podjetju
2000–2002 direktor v zasebnem podjetju
1994–1999 vodja poslovne enote v zasebnem podjetju
1983–1994 skladiščnik, prodajalec, računalniški operater, šofer, inštruktor v različnih slovenskih podjetjih, poslovodja mednarodne trgovine v Iraku, delavec v Avstriji
1980–1983 šolanje za poklic prodajalca na Šolskem centru za blagovni promet Maribor
1972–1980 Osnovna šola Starše

## Članstvo v volilnih telesih
Na državnozborskih volitvah leta 2011 je bil izvoljen Ivan Pišek za mandatno obdobje 2011-2015 in je član naslednjih delovnih teles v Državnem zboru 2011-2015.
- Odbora za pravosodje, javno upravo in lokalno samoupravo (član)
- Odbora za notranje zadeve (član)
- Odbora za zadeve Evropske unije (član)